# Missões diplomáticas da Rússia

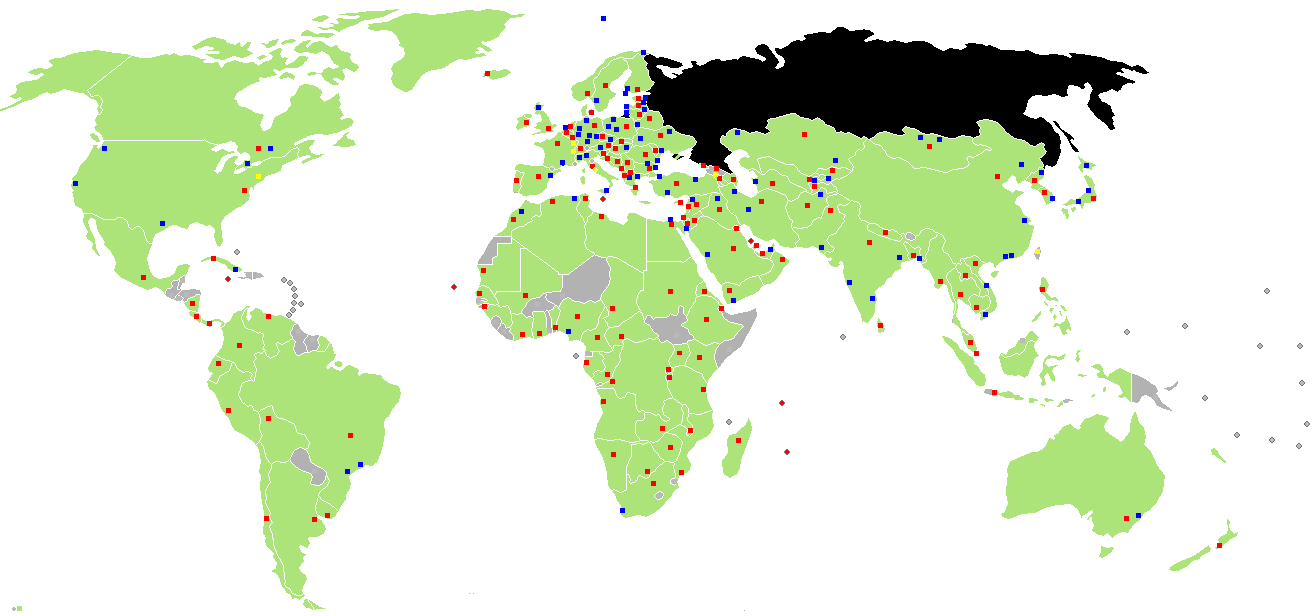
Missões diplomáticas da Rússia

Abaixo estão listadas as embaixadas e consulados da Rússia:

## Europa
- Albânia
  - Tirana (embaixada)
- Alemanha
  - Berlim (embaixada)
  - Bona (consulado-geral)
  - Francoforte (consulado-geral)
  - Hamburgo (consulado-geral)
  - Lípsia (consulado-geral)
  - Munique (consulado-geral)
- Áustria
  - Viena (embaixada)
  - Salsburgo (consulado-geral)
- Bielorrússia
  - Minsque (embaixada)
  - Brest (consulado-geral)
- Bélgica
  - Bruxelas (embaixada)
  - Antuérpia (consulado-geral)
- Bósnia e Herzegovina
  - Saraievo (embaixada)
- Bulgária
  - Sófia (embaixada)
  - Rousse (consulado-geral)
  - Varna (consulado-geral)
- Croácia
  - Zagrebe (embaixada)
- Chipre
  - Nicósia (embaixada)
- Dinamarca
  - Copenhague (embaixada)
- Estónia
  - Taline (embaixada)
  - Narva (consulado-geral)
  - Tartu (departamento consular)
- Finlândia
  - Helsínquia (embaixada)
  - Mariehamn (consulado)
  - Turku (consulado-geral)
- França
  - Paris (embaixada)
  - Marselha (consulado-geral)
  - Estrasburgo (consulado-geral)
- Grécia
  - Atenas (embaixada)
  - Tessalônica (consulado-geral)
- Hungria
  - Budapeste (embaixada)
  - Debrecen (consulado-geral)
- Islândia
  - Reiquiavique (embaixada)
- Irlanda
  - Dublim (embaixada)
- Itália
  - Roma (embaixada)
  - Gênova (consulado-geral)
  - Milão (consulado-geral)
  - Palermo (consulado-geral)
- Letônia
  - Riga (embaixada)
  - Liepāja (consulado-geral)
  - Daugavpils (consulado-geral)
- Lituânia
  - Vilnius (embaixada)
  - Klaipėda (consulado-geral)
- Luxemburgo
  - Luxemburgo (consulado-geral)
- Macedônia do Norte
  - Escópia (embaixada)
  - Bitola (consulado-geral)
- Malta
  - Valeta (embaixada)
- Moldávia
  - Quixinau (embaixada)
- Montenegro
  - Podgorica (embaixada)
- Países Baixos
  - Haia (embaixada)
- Noruega
  - Oslo (embaixada)
  - Barentsburgo (consulado)
  - Kirkenes (consulado-geral)
- Polónia
  - Varsóvia (embaixada)
  - Danzique (consulado-geral)
  - Cracóvia (consulado-geral)
  - Posnâia (consulado-geral)
- Portugal
  - Lisboa (embaixada)
- Chéquia
  - Praga (embaixada)
  - Bruno (consulado-geral)
  - Karlovy Vary (consulado-geral)
- Roménia
  - Bucareste (embaixada)
  - Constança (consulado-geral)
- Sérvia
  - Belgrado (embaixada)
- Eslováquia
  - Bratislava (embaixada)
- Eslovênia
  - Liubliana (embaixada)
- Espanha
  - Madri (embaixada)
  - Barcelona (consulado-geral)
- Suécia
  - Estocolmo (embaixada)
  - Gotemburgo (consulado-geral)
- Suíça 
  - Berna (embaixada)
  - Genebra (consulado-geral)
- Reino Unido
  - Londres (embaixada)
  - Edimburgo (consulado-geral)
- Vaticano

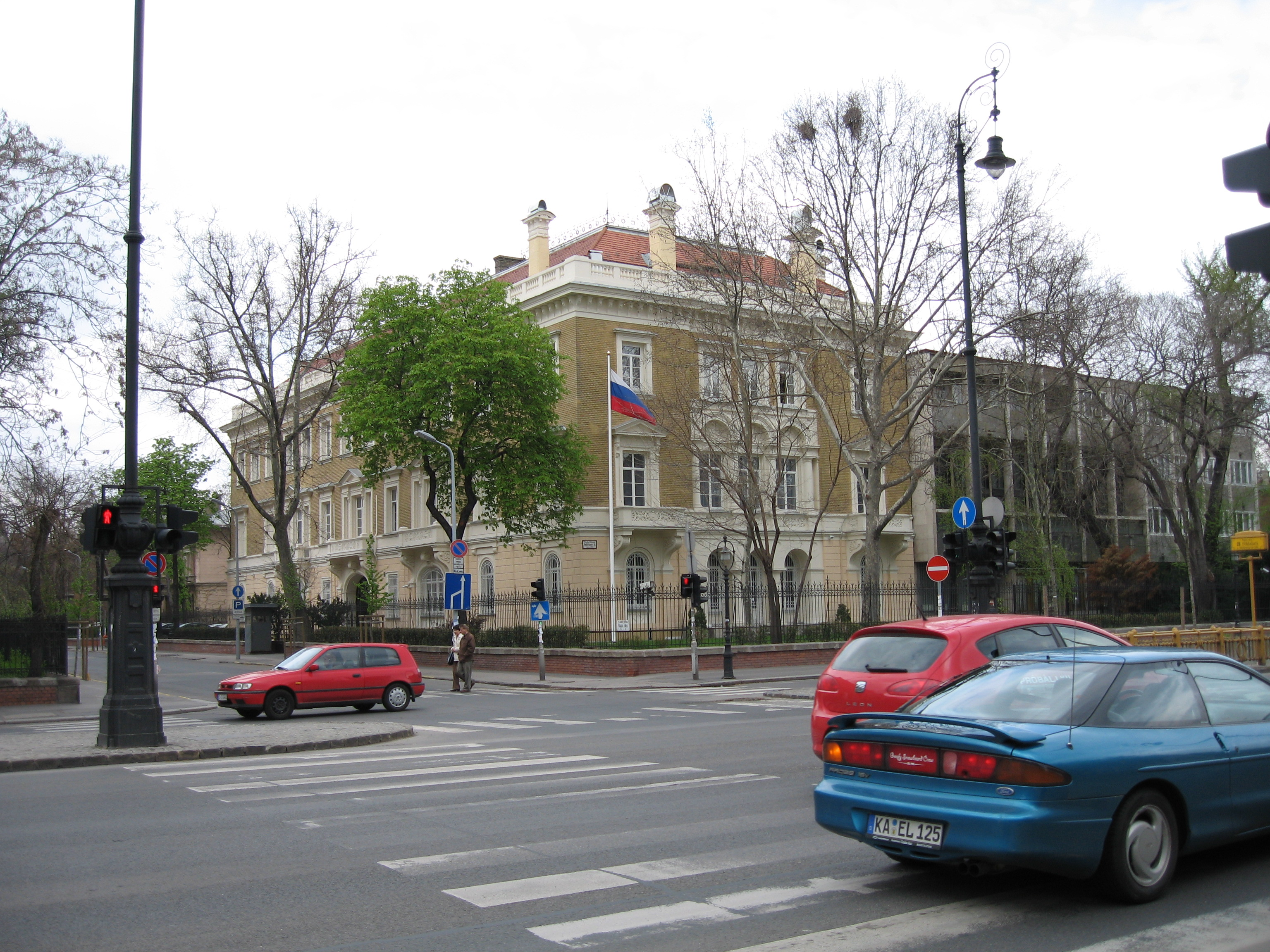
Embaixada em Budapeste, Hungria

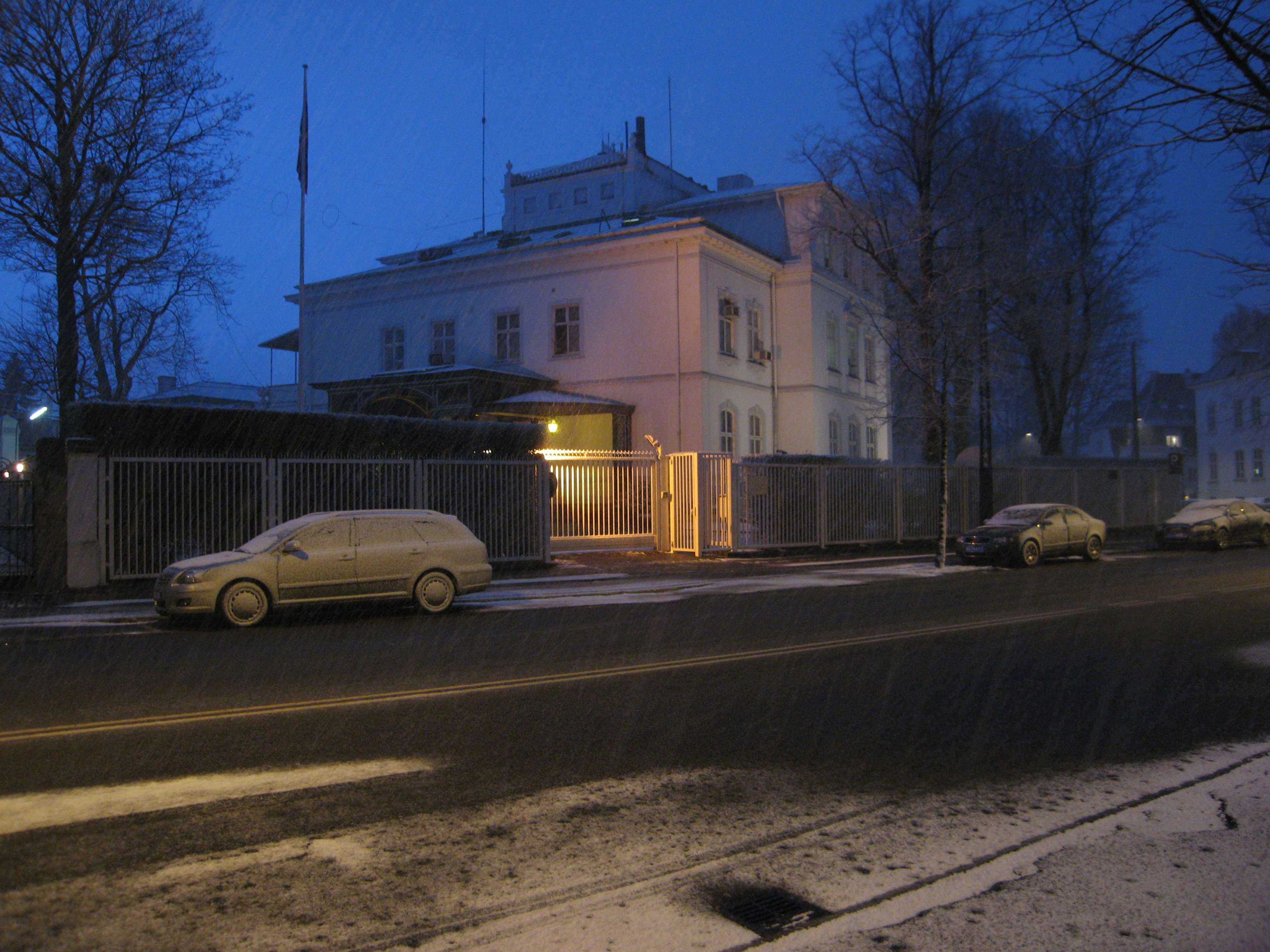
Embaixada em Copenhague, Dinamarca

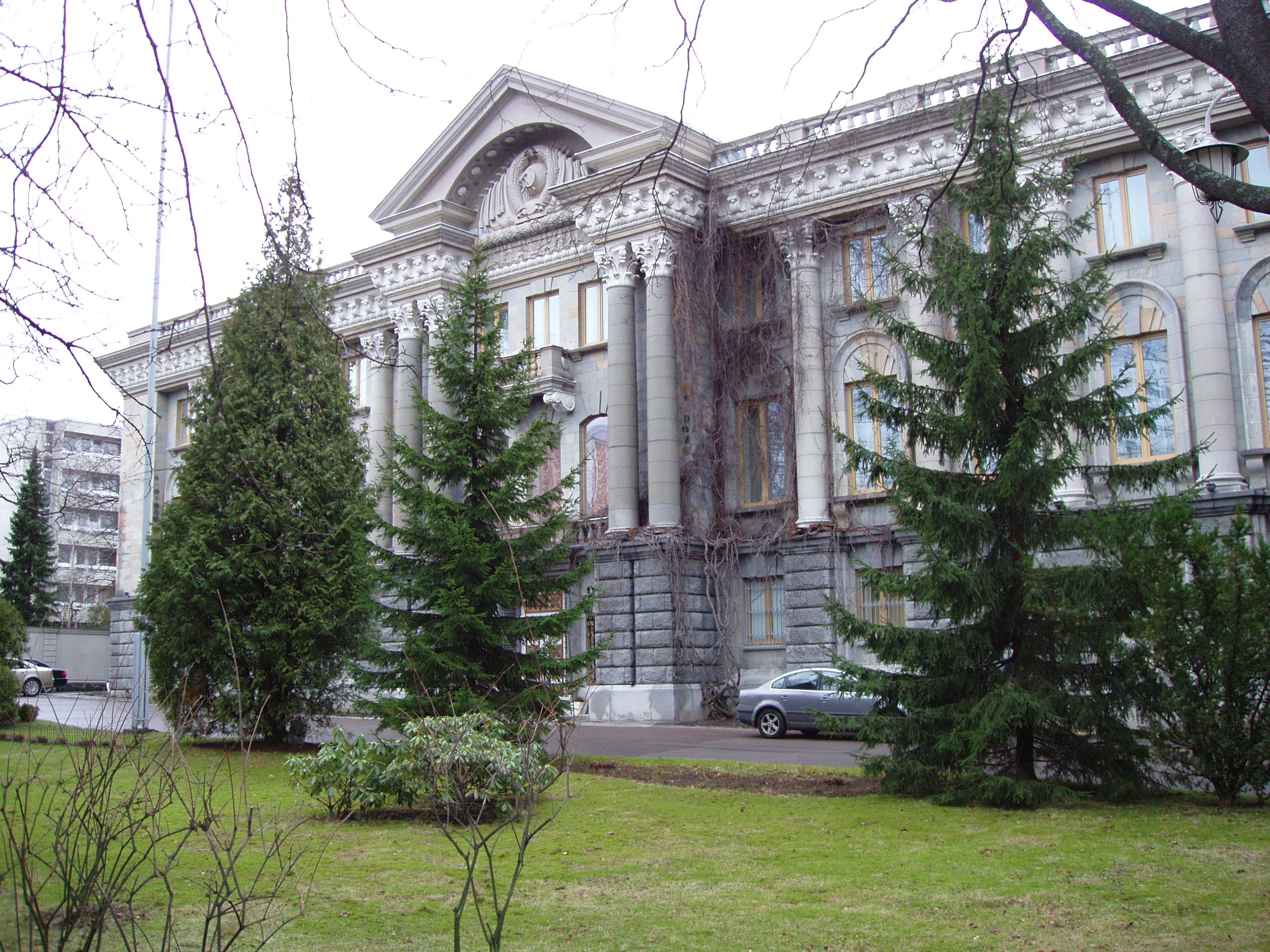
Embaixada em Helsínquia, Finlândia

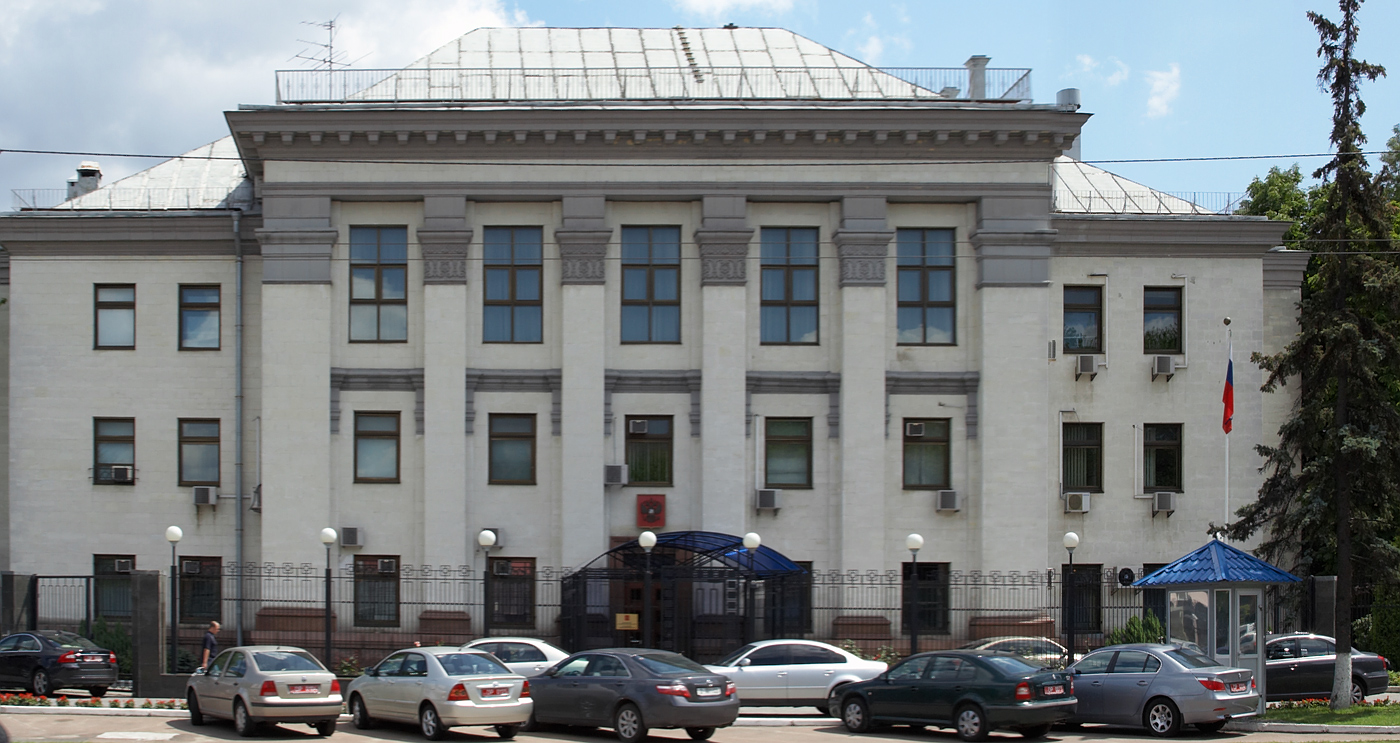
Embaixada em Kiev, Ucrânia

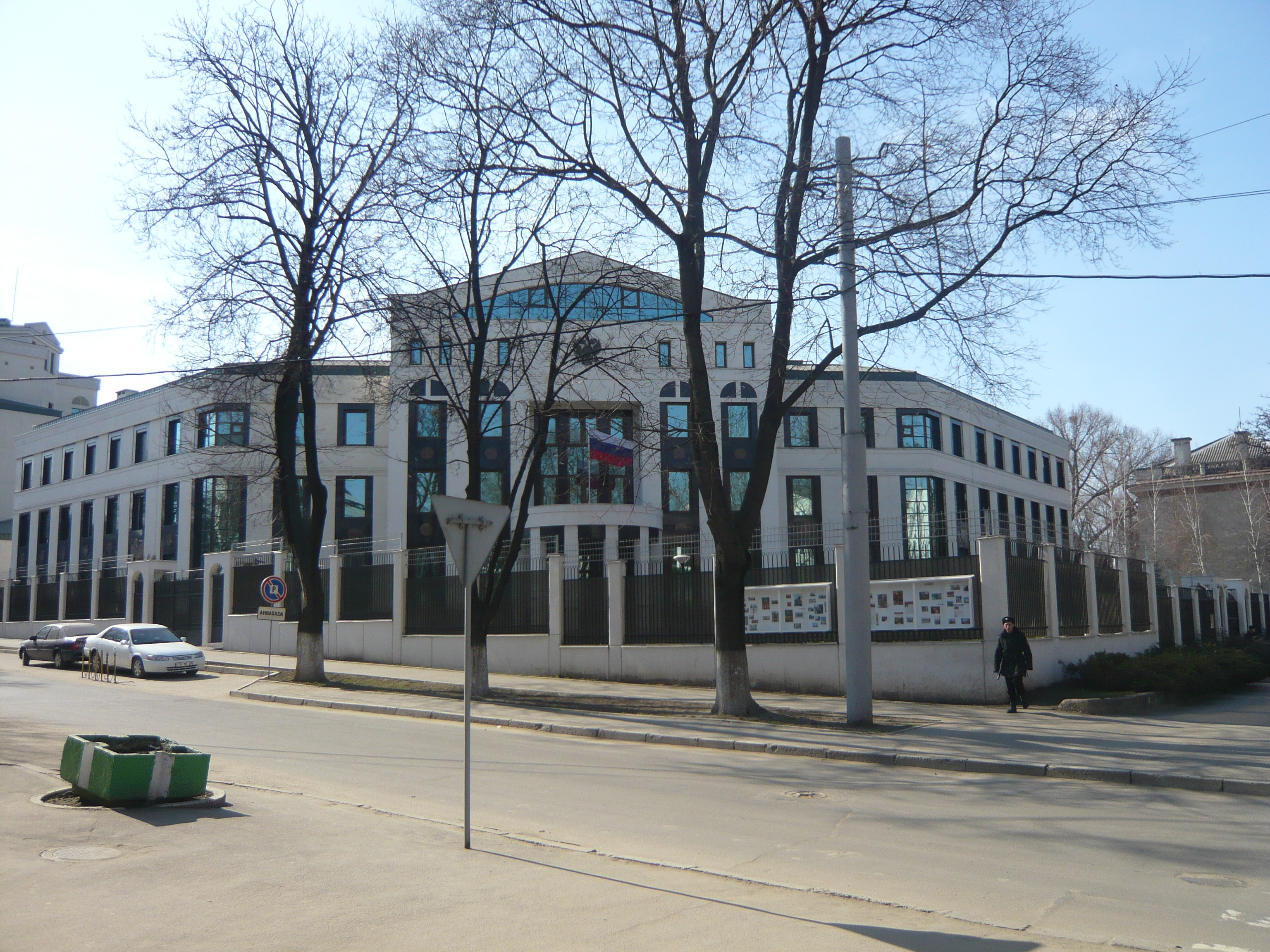
Embaixada em Chişinău, Moldávia

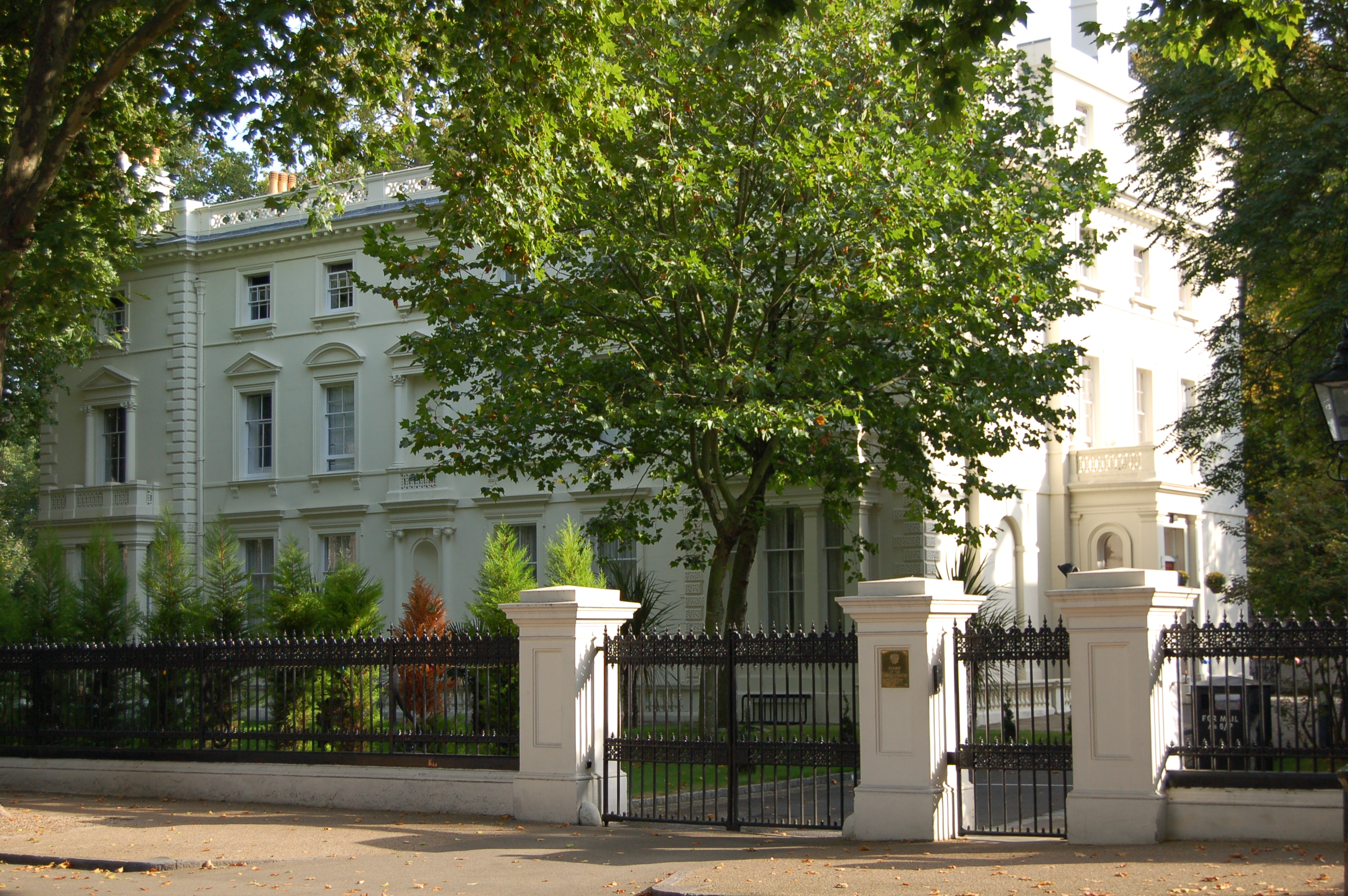
Embaixada em Londres, Reino Unido

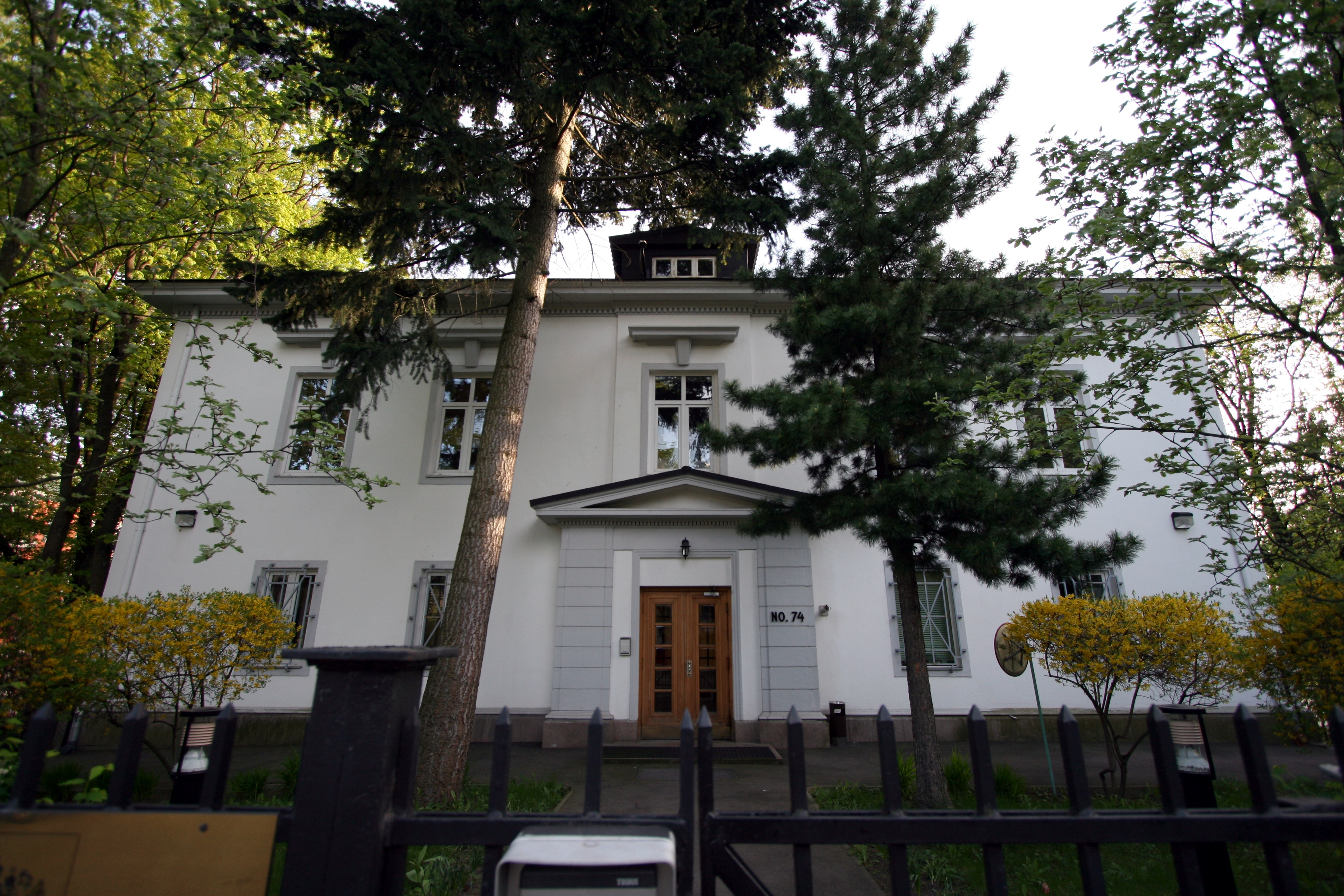
Embaixada em Oslo, Noruega

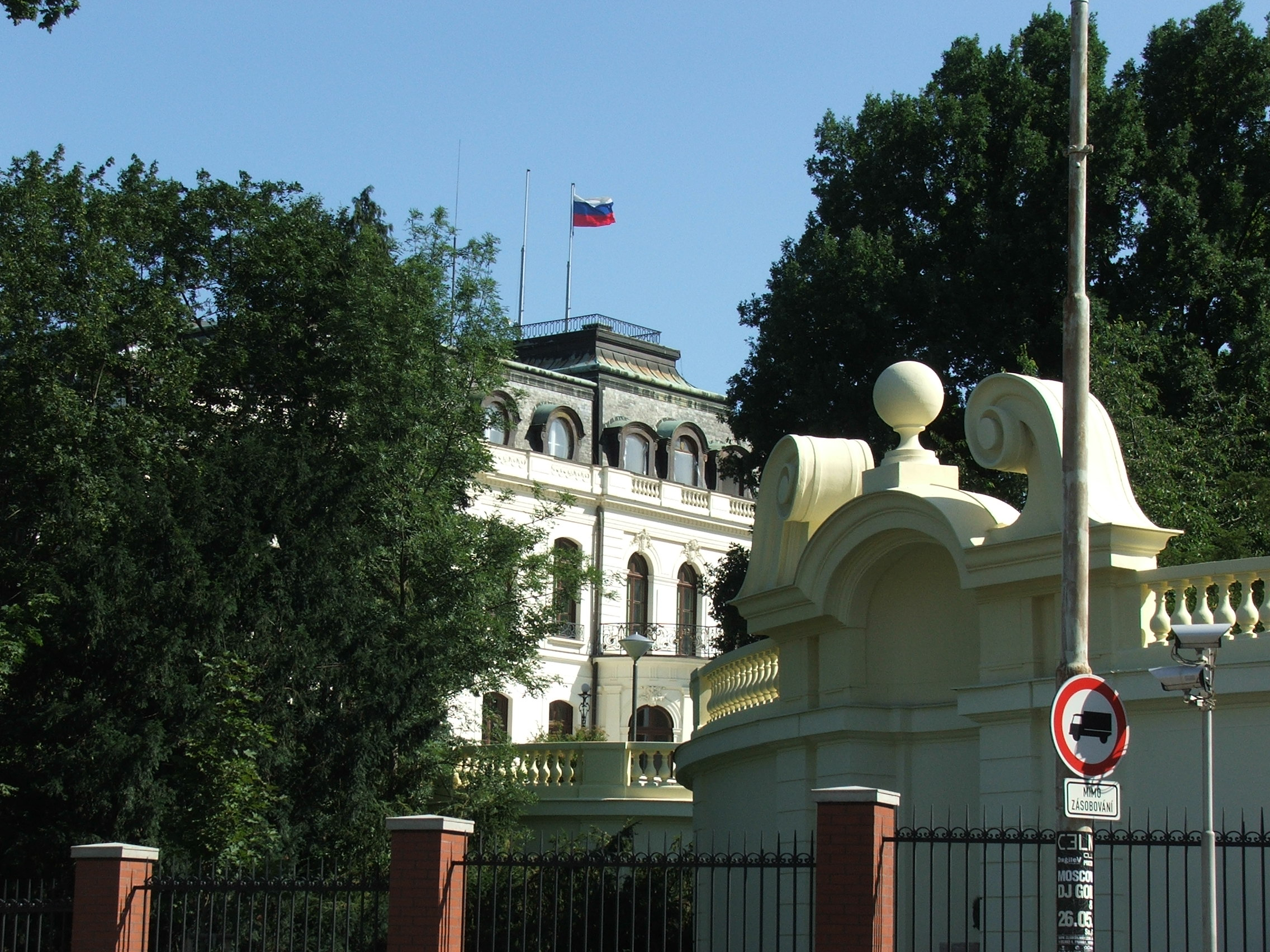
Embaixada em Praga, Chéquia

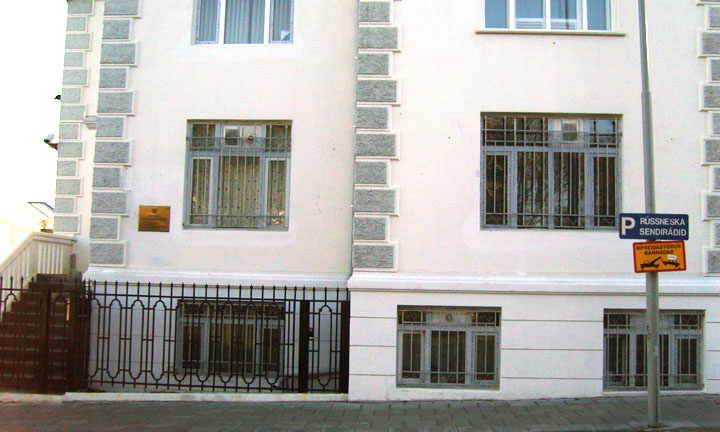
Embaixada em Reykjavik, Islândia

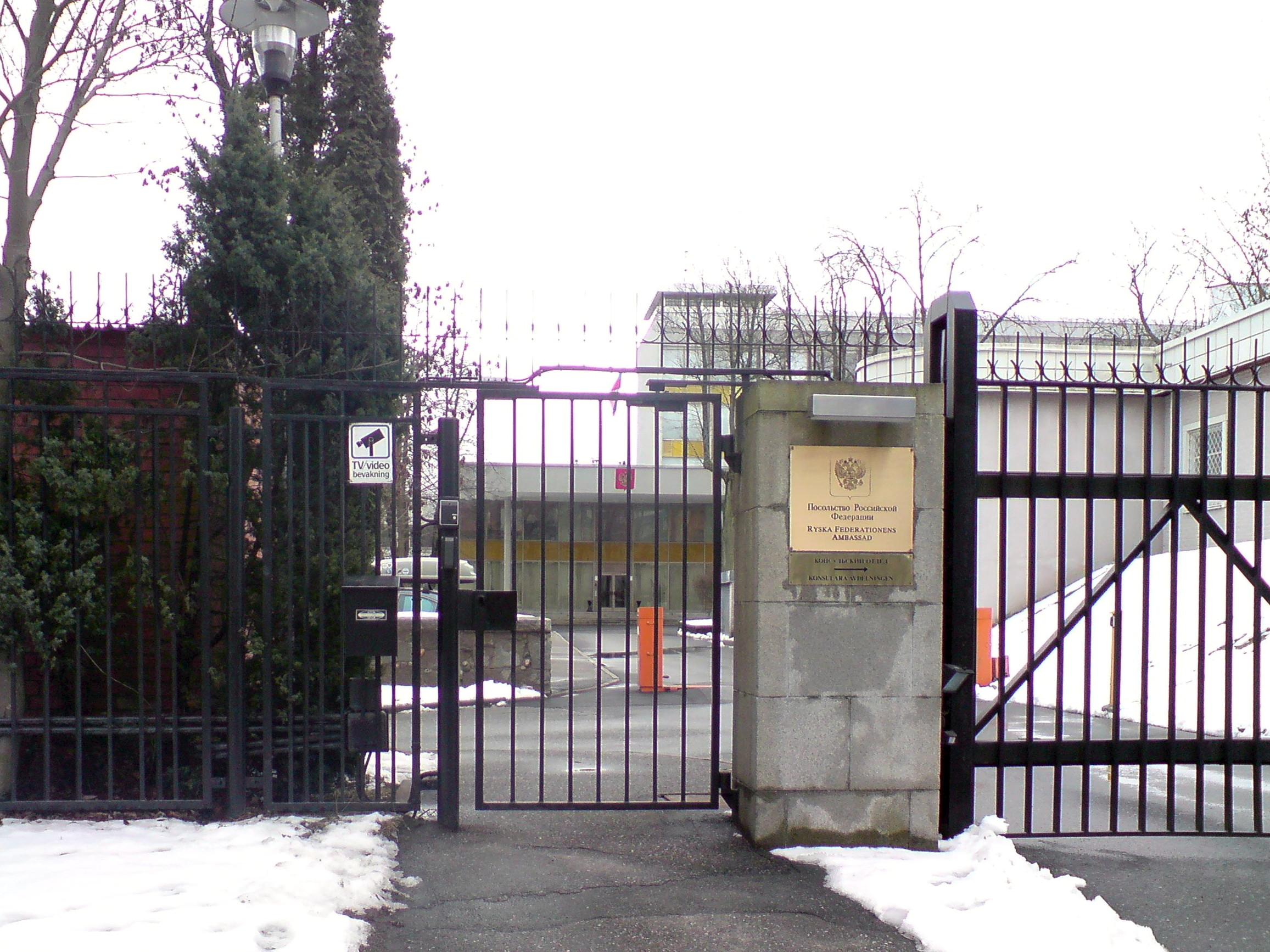
Embaixada em Estocolmo, Suécia

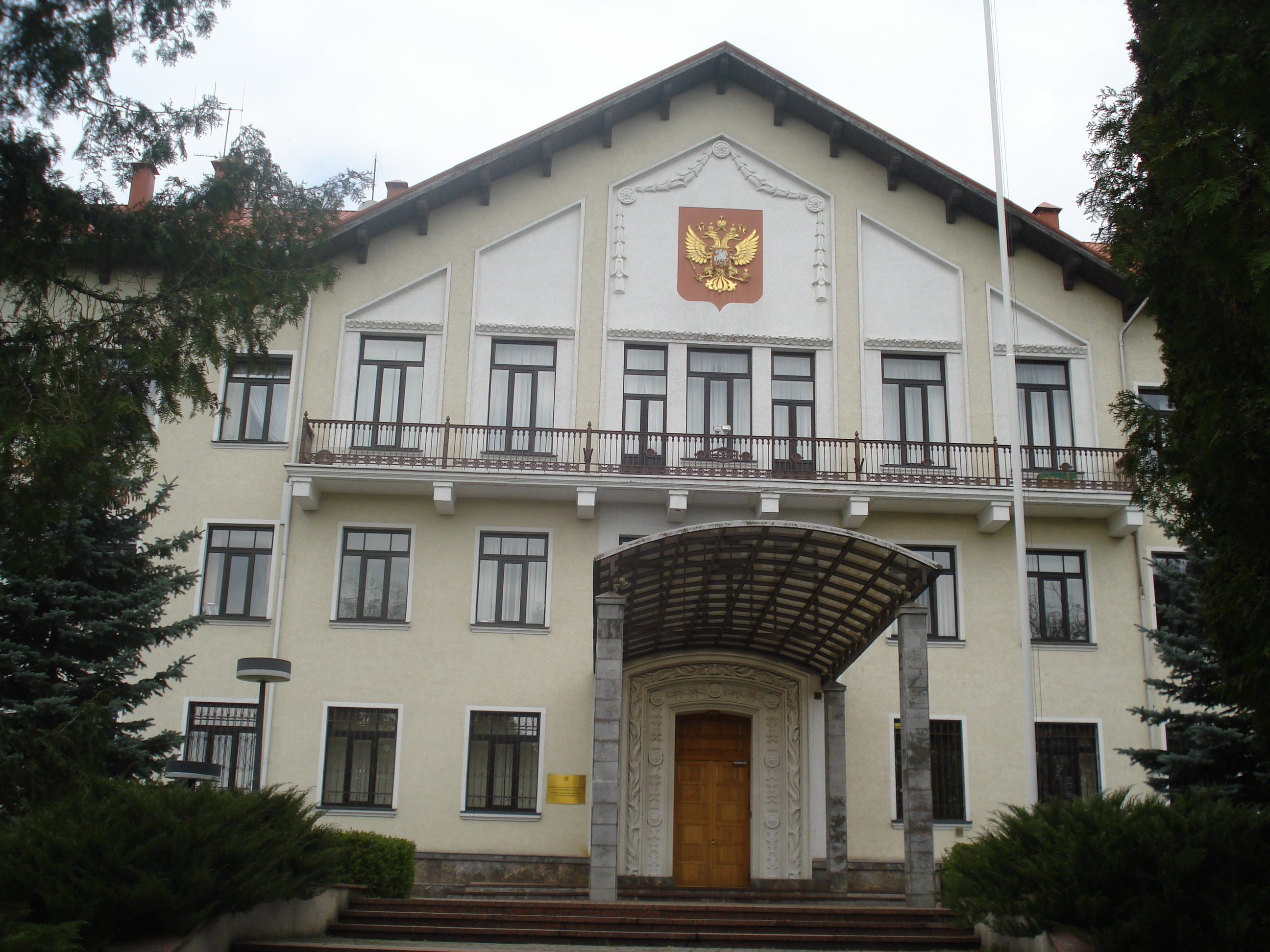
Embaixada em Vilnius, Lituânia

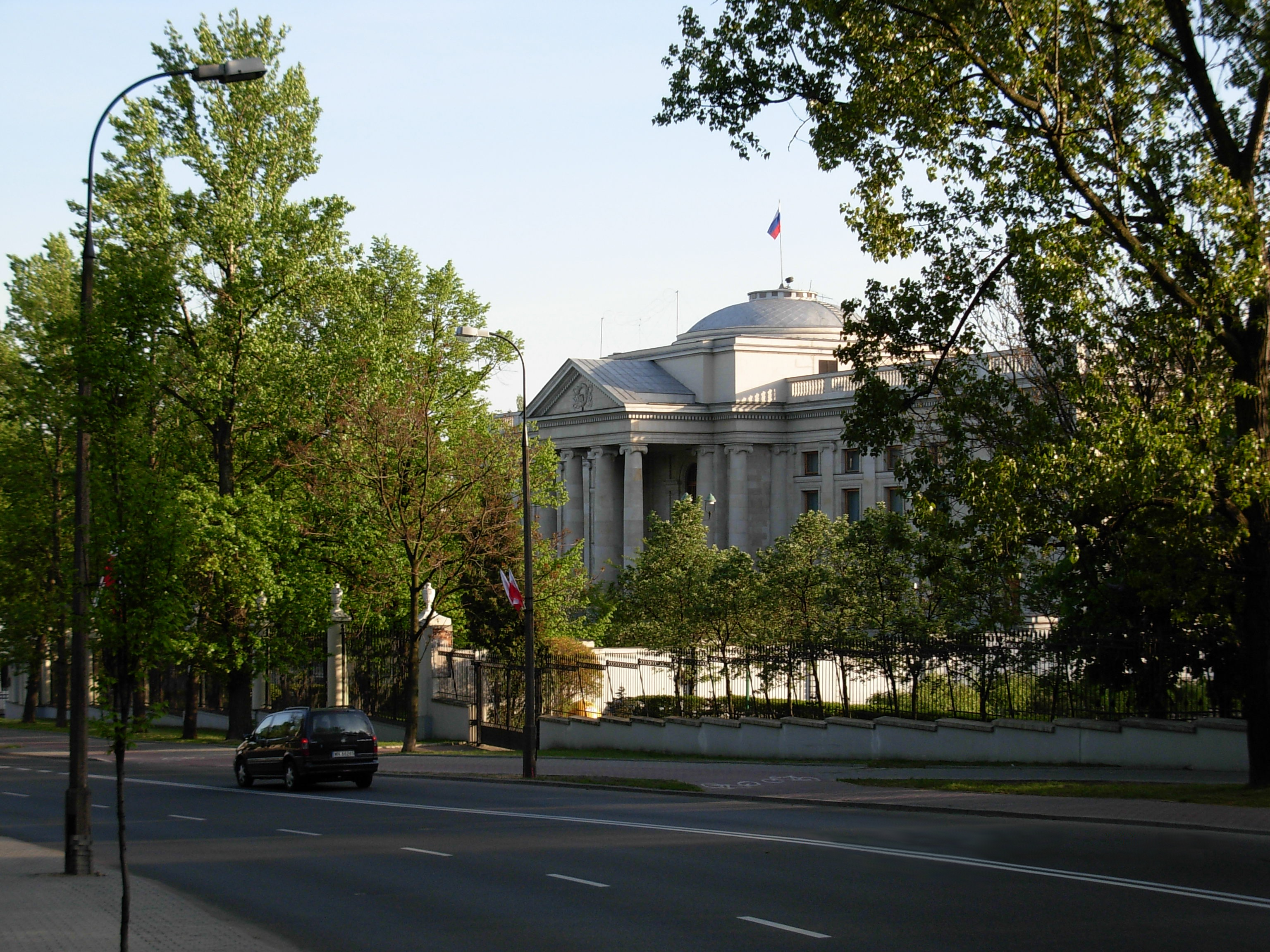
Embaixada em Varsóvia, Polônia

  - Cidade do Vaticano (situada em Roma - embaixada)[1]

## América

### América do Norte

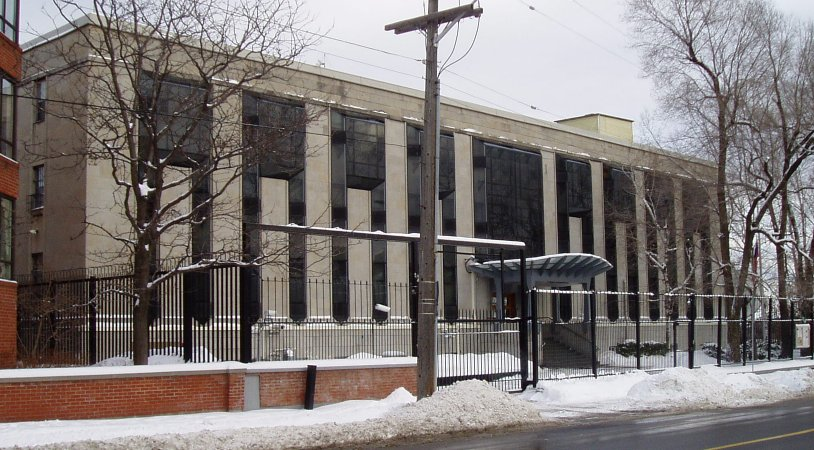
Embaixada em Ottawa, Canadá

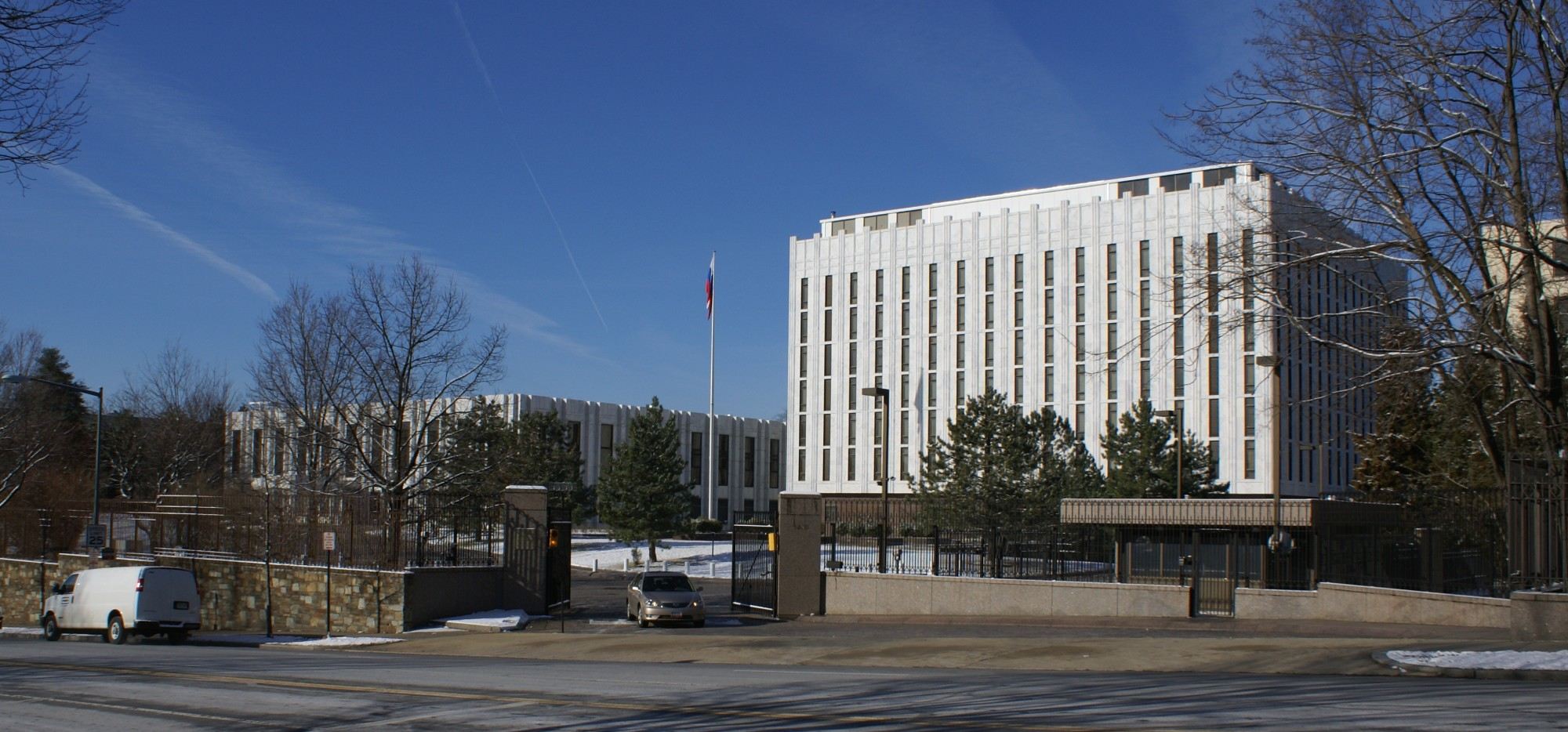
Embaixada em Washington, D.C, Estados Unidos

- Canadá
  - Otava (embaixada)
  - Toronto (consulado-geral)
  - Montreal (consulado-geral)
- México
  - Cidade do México (embaixada)
- Estados Unidos
  - Washington, D.C (embaixada)
  - Houston (consulado-geral)
  - Nova Iorque (consulado-geral)

### América Central e Caribe
- Costa Rica
  - San José (embaixada)
- Cuba
  - Havana (embaixada)
  - Santiago de Cuba (consulado-geral)
- Guatemala
  - Cidade da Guatemala (embaixada)
- Jamaica
  - Kingston (embaixada)
- Nicarágua
  - Manágua (embaixada)
- Panamá
  - Cidade do Panamá (embaixada)

### América do Sul
- Argentina
  - Buenos Aires (embaixada)
- Bolívia
  - La Paz (embaixada)
- Brasil
  - Brasília (embaixada)
  - Rio de Janeiro (consulado-geral)
  - São Paulo (consulado-geral)
- Chile
  - Santiago (embaixada)
- Colômbia
  - Bogotá (embaixada)
- Equador
  - Quito (embaixada)
- Guiana
  - Georgetown (embaixada)
- Paraguai
  - Assunção (embaixada)
- Peru
  - Lima (embaixada)
- Uruguai
  - Montevidéu (embaixada)
- Venezuela
  - Caracas (embaixada)

## Oriente Médio
- Arábia Saudita
  - Riade (embaixada)
  - Jedá (consulado-geral)
- Bahrein
  - Manama (embaixada)
- Irão
  - Teerã (embaixada)
  - Ispaã (consulado-geral)
  - Rasht (consulado-geral)
- Iraque
  - Bagdá (embaixada)
  - Arbil (consulado-geral)
- Israel
  - Telavive (embaixada)
  - Haifa (consulado-geral)
- Jordânia
  - Amã (embaixada)
- Kuwait
  - Cidade do Cuaite (embaixada)
- Líbano
  - Beirute (embaixada)
- Omã
  - Mascate (embaixada)
- Palestina
  - Ramala (embaixada)
- Catar
  - Doa (embaixada)
- Síria
  - Damasco (embaixada)
  - Alepo (consulado-geral)
- Turquia
  - Ancara (embaixada)
  - Istambul (consulado-geral)
  - Trebizonda (consulado-geral)
  - Antália (consulado)
- Emirados Árabes Unidos
  - Abu Dabi (embaixada)
  - Dubai (consulado-geral)
- Iêmen
  - Saná (embaixada)
  - Adem (consulado-geral)

## África

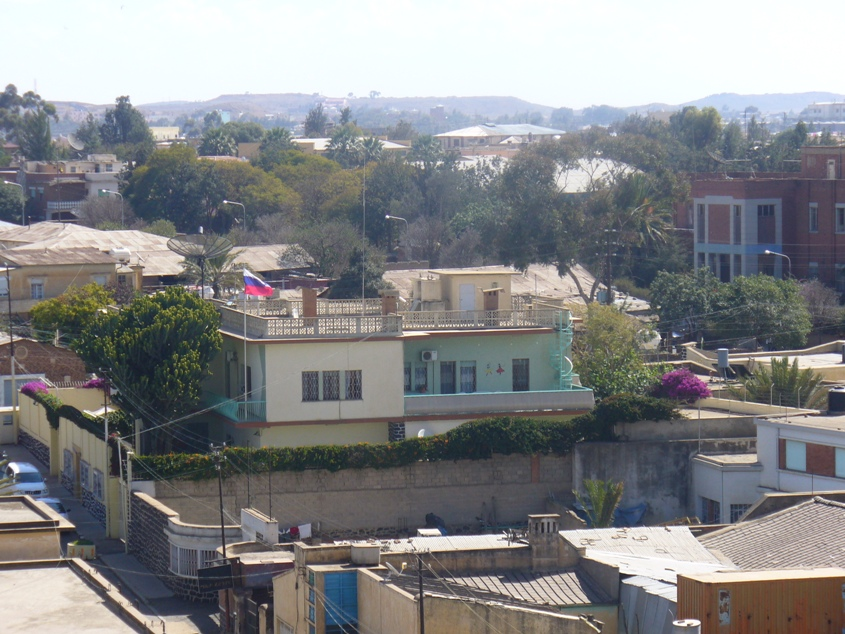
Embaixada em Asmara, Eritreia

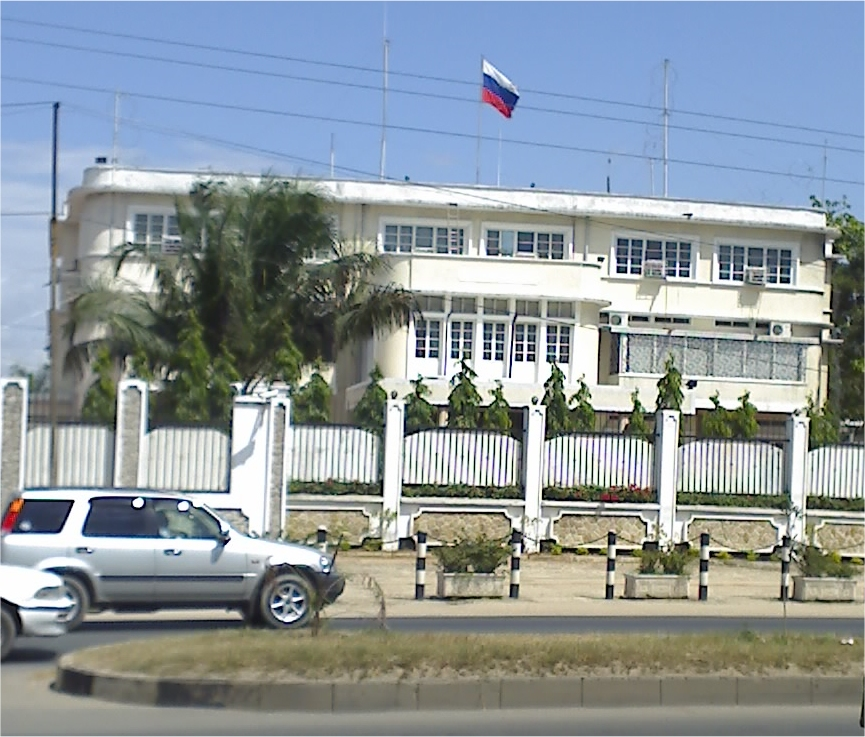
Embaixada em Dar es Salaam, Tanzânia

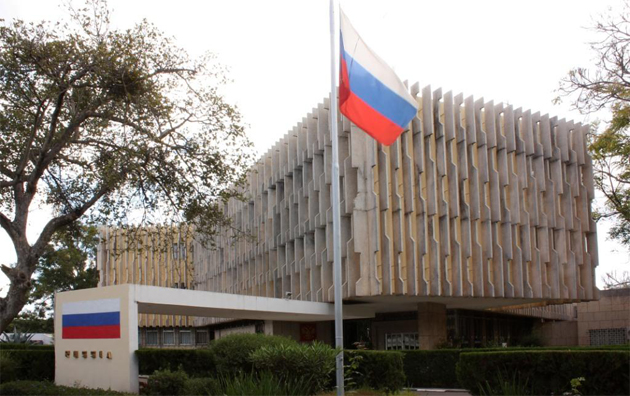
Embaixada em Lusaka, Zâmbia

- África do Sul
  - Pretória (embaixada)
  - Cidade do Cabo (consulado-geral)
- Argélia
  - Argel (embaixada)
  - Anaba (consulado-geral)
- Angola
  - Luanda (embaixada)
- Benim
  - Cotonu (embaixada)
- Botswana
  - Gaborone (embaixada)
- Burundi
  - Bujumbura (embaixada)
- Camarões
  - Iaundé (embaixada)
- Cabo Verde
  - Praia (embaixada)
- República Centro-Africana
  - Bangui (embaixada)
- Chade
  - Jamena (embaixada)
- República Democrática do Congo
  - Quinxassa (embaixada)
- República do Congo
  - Brazzavile (embaixada)
- Costa do Marfim
  - Abijã (embaixada)
- Djibuti
  - Jibuti (embaixada)
- Egito
  - Cairo (embaixada)
  - Alexandria (consulado-geral)
- Eritreia
  - Asmara (embaixada)
- Etiópia
  - Adis-Abeba (embaixada)
- Gabão
  - Libreville (embaixada)
- Gana
  - Acra (embaixada)
- Guiné
  - Conacri (embaixada)
- Guiné-Bissau
  - Bissau  (embaixada)
- Líbia
  - Trípoli (embaixada)
- Madagáscar
  - Antananarivo (embaixada)
- Mali
  - Bamaco (embaixada)
- Mauritânia
  - Nuaquexote (embaixada)
- Ilhas Maurícias
  - Porto Luís (embaixada)
- Marrocos
  - Rabate (embaixada)
  - Casablanca (consulado-geral)
- Moçambique
  - Maputo (embaixada)
- Namíbia
  - Vinduque (embaixada)
- Nigéria
  - Abuja (embaixada)
  - Lagos (consulado-geral)
- Quênia
  - Nairóbi (embaixada)
- Ruanda
  - Quigali (embaixada)
- Senegal
  - Dacar (embaixada)
- Seicheles
  - Vitória (embaixada)
- Sudão
  - Cartum (embaixada)
- Tanzânia
  - Dar es Salã (embaixada)
- Tunísia
  - Túnis (embaixada)
- Uganda
  - Campala (embaixada)
- Zâmbia
  - Lusaca (embaixada)
- Zimbabwe
  - Harare (embaixada)

## Ásia

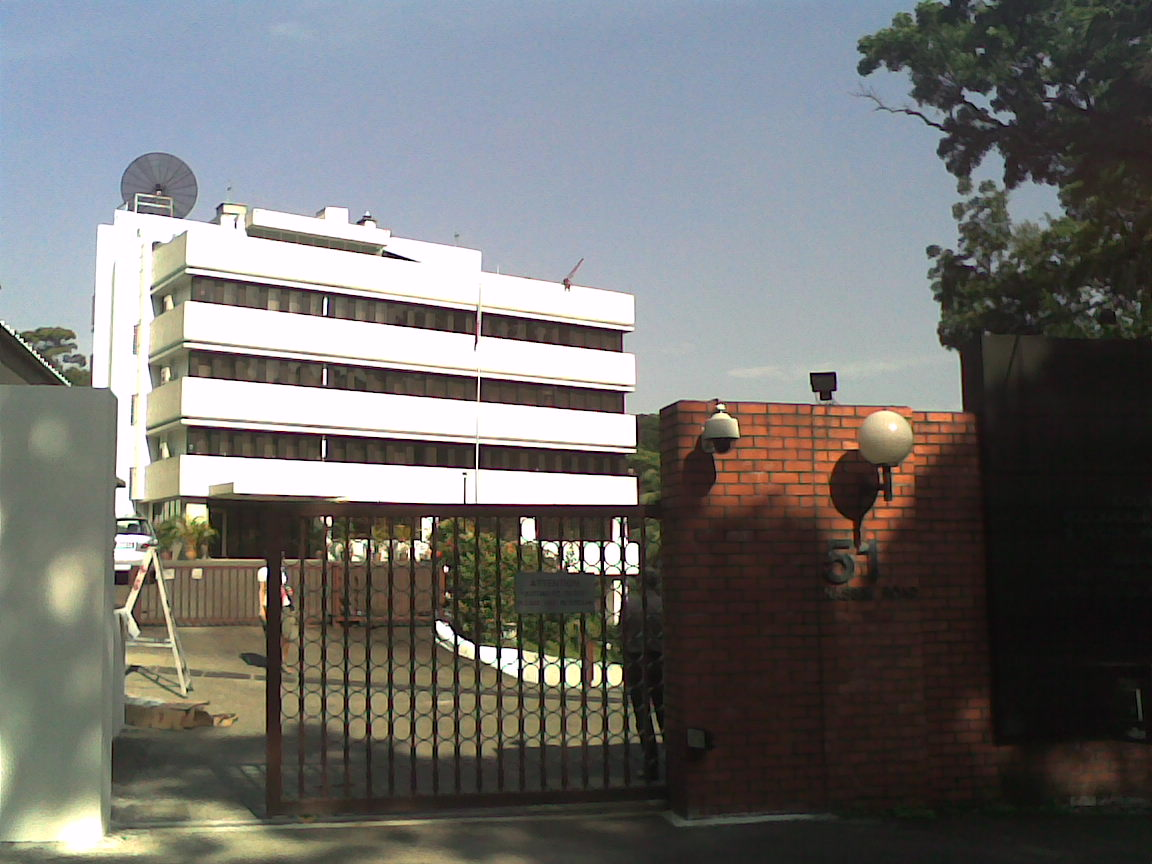
Embaixada em Singapura, Singapura

- Abecásia
  - Sucumi (embaixada)
- Afeganistão
  - Cabul (embaixada)
  - Mazar e Xarife (consulado-geral)
- Armênia
  - Erevã (embaixada)
  - Gyumri (consulado-geral)
- Azerbaijão
  - Bacu (embaixada)
- Bangladesh
  - Daca (embaixada)
  - Chatigão (consulado-geral)
- Brunei
  - Bandar Seri Begauã (embaixada) [2]
- Camboja
  - Pnom Pene (embaixada)
- Cazaquistão
  - Astana (embaixada)
  - Almati (consulado-geral)
  - Uralsk (consulado)
- Coreia do Norte
  - Pionguiangue (embaixada)
  - Chongjin (consulado-geral)
- Coreia do Sul
  - Seul (embaixada)
  - Busan (consulado-geral)
- Filipinas
  - Manila (embaixada)
- Índia
  - Nova Déli (embaixada)
  - Cenhai (consulado-geral)
  - Calcutá (consulado-geral)
  - Bombaim (consulado-geral)
- Indonésia
  - Jacarta (embaixada)
- Japão
  - Tóquio (embaixada)
  - Hacodate (consulado-geral)
  - Niigata (consulado-geral)
  - Osaca (consulado-geral)
  - Sapporo (consulado-geral)
- Quirguistão
  - Bisqueque (embaixada)
  - Osh (consulado-geral)
- Laos
  - Vientiane (embaixada)
- Malásia
  - Kuala Lumpur (embaixada)
- Mongólia
  - Ulã Bator (embaixada)
  - Darhan (consulado-geral)
  - Erdenet   (consulado-geral)
- Myanmar
  - Rangum (embaixada)
- Nepal
  - Catmandu (embaixada)
- Ossétia do Sul
  - Tskhinval (embaixada)
- Paquistão
  - Islamabade (embaixada)
  - Carachi (consulado-geral)
- Singapura
  - Singapura (embaixada)
- Sri Lanka
  - Colombo (consulado-geral)
- China
  - Pequim (embaixada)
  - Cantão (consulado-geral)
  - Honguecongue (consulado-geral)
  - Xangai (consulado-geral)
  - Shenyang (consulado-geral)
- Tajiquistão
  - Duxambé (embaixada)
  - Cujanda (consulado-geral)
- Tailândia
  - Banguecoque (embaixada)
- Turquemenistão
  - Asgabate (embaixada)
  - Turkmenbashy (consulado)
- Uzbequistão
  - Tasquente (embaixada)
- Vietname
  - Hanoi (embaixada)
  - ho Chi Minh (consulado-geral)
  - Danang (consulado-geral)

## Oceania

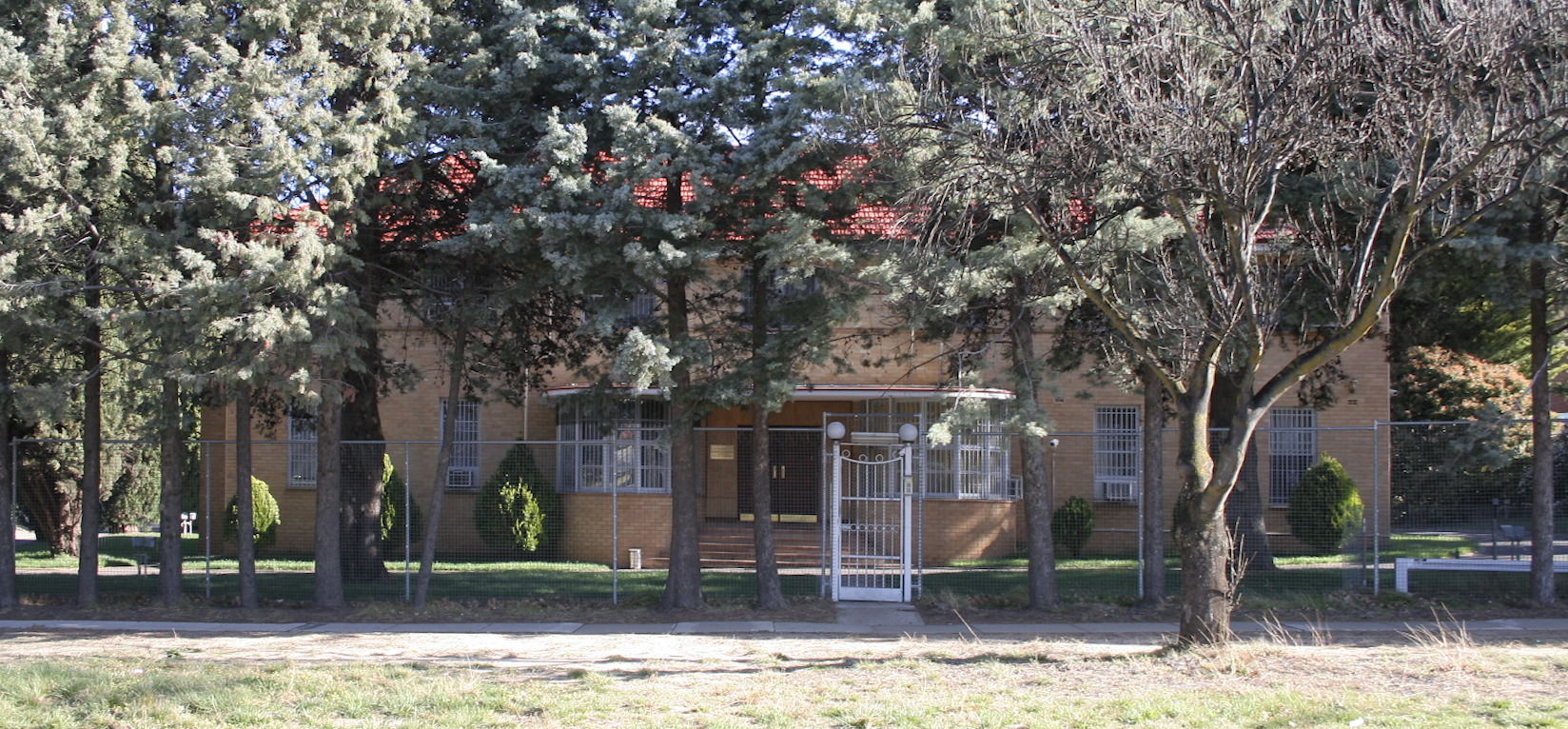
Embaixada em Camberra, Austrália

- Austrália
  - Camberra (embaixada)
  - Sydney (consulado-geral)
- Nova Zelândia
  - Wellington (embaixada)

## Organizações multilaterais
- Banguecoque (missão permanente ante a ESCAP)
- Bruxelas (missão permanente ante a União Europeia)
- Genebra (missão permanente ante as Nações Unidas)
- Minsque  (missão permanente ante a Comunidade dos Estados Independentes)
- Nova Iorque (missão permanente ante as Nações Unidas)
- Nairóbi (missão permanente)
- Paris (missão permanente ante a UNESCO)
- Estrasburgo (missão permanente ante o Conselho da Europa)
- Haia (missão permanente ante a Organização para a Proibição de Armas Químicas)
- Viena (missão permanente)